# Simplon-Express (1962–2001)
Der Simplon-Express, war ein internationaler Fernzug, der von 1962 bis 1992 auf der Strecke Paris–Venedig–Belgrad verkehrte. Ab 1992 fuhr der Zug nur noch auf dem Streckenabschnitt Genf–Zagreb, von 1997 bis 2000 wieder bis Vinkovci, danach nur noch bis Venedig, bevor der Zug auf den Sommerfahrplan 2001 ganz eingestellt wurde.

## Geschichte
Nach dem Ersten Weltkrieg wurde 1919 der Simplon-Orient-Express eingeführt – eine Verbindung von Paris nach Istanbul, welche die im Krieg besiegten Staaten Deutschland, Österreich und Ungarn umging. Der Ungarische Volksaufstand und der Bau der Berliner Mauer kühlten die Beziehungen zwischen West- und Osteuropa ab, sodass die von West- nach Osteuropa reisenden Fahrgäste ausblieben und der Zuglauf des Simplon-Orient-Express 1962 von Istanbul auf Belgrad gekürzt wurde. Der Zug verlor das Orient im Namen und wurde zum Simplon-Express. Die Verbindungen von Paris nach Istanbul wurden fortan nur mit dem durch Deutschland verkehrenden Direct-Orient-Express angeboten, bis sie 1977 ganz eingestellt wurde.
Wegen des Krieges in Jugoslawien endete der Zug 1991 zeitweise schon in Vinkovci an der neuen Grenze zwischen Kroatien und Serbien, in Zagreb, in Ljubljana und im Juli während des Slowenien-Krieges in Triest.
Der Simplon-Express verkehrte bis zum Sommerfahrplan 1992 offiziell auf der Strecke Paris–Belgrad und wurde dann auf die Strecke Genf–Zagreb gekürzt, weil der französische Teil des Zuglaufs durch eine TGV-Verbindung Paris–Lausanne ersetzt wurde und der jugoslawische Teil wegen des Kroatienkrieges nicht mehr bedient wurde.
Ab 1997 verkehrte der Zug wieder bis nach Vinkovci. In den Nachkriegsjahren wurde der Zug von vielen Leuten benutzt, welche der lokalen Bevölkerung halfen oder aus dem Exil zurückkehrten. Der Halt in Slavonski Brod an der Grenze zwischen Kroatien und Bosnien bot einen direkten Zugang zu Zentralbosnien, Doboj und Sarajevo. 2000 verkehrte der Zug nur noch bis Triest und auf den Sommerfahrplan 2001 wurde er ganz eingestellt.

## Zugformation
In den 1970er-Jahren bestand der Zug aus Wagen der nationalen französischen Bahngesellschaft (SNCF) und der Jugoslawischen Staatsbahn (JŽ), die CIWLT stellte die beiden Schlafwagen. Etwa die Hälfte der Wagen aus Paris verkehrte nur bis Venedig, auch die Schlafwagen wurden dort zurückgelassen. Vom Rest lief der größte Teil nach Belgrad weiter. Zwei Wagen wurden in Triest zurückgelassen, dafür einer von Rom nach Belgrad mitgegeben. In Zagreb blieb ein weiterer Wagen zurück, dafür kamen die Kurswagen aus Maribor und Hamburg nach Belgrad hinzu.

Zugformation des Simplon-Express bei der Fahrt durch die Schweiz im Sommer 1971

### Lokomotiven
In der Schweiz wurden dem Zug in Südrichtung eine Re 4/4 II, in Nordrichtung zwei Re 4/4 II in Doppeltraktion vorgespannt. In Jugoslawien wurde der Zug von den bei Končar gefertigte Lokomotive der Baureihe 442 gezogen.

## Zuglauf
Der Zug verließ am Abend in Paris den Gare de Lyon und fuhr über Dijon bis nach Vallorbe, dem Grenzbahnhof in der Schweiz. Über die Simplonstrecke erreichte der Zug Domodossola, den Grenzbahnhof in Italien. In Milano hielt der Zug in den frühen Morgenstunden im Bahnhof Milano Lambrate an der Mailänder Gürtelbahn, wodurch das Kopfmachen im Bahnhof Milano Centrale vermieden werden konnte. Die Reise ging weiter durch die Po-Ebene, mit Halten in Verona und Padua. In Venedig hielt der Zug ebenfalls nicht im Kopfbahnhof Venezia Santa Lucia, sondern im Durchgangsbahnhof Venezia Mestre auf dem Festland. Im Bahnhof Trieste Centrale, der am späten Morgen erreicht wurde, wendete der Zug die Fahrrichtung. Nach dem Halt in Villa Opicina überquerte der Zug die Grenze nach Jugoslawien, wo der erste Halt in Sežana war. Über Ljubljana, Zagreb, Slavonski Brod, Vinkovci, Šid  und Ruma wurde Belgrad erreicht.